# Municipio de Denver (Nebraska)
El municipio de Denver (en inglés: Denver Township) es un municipio ubicado en el condado de Adams en el estado estadounidense de Nebraska. En el año 2010 tenía una población de 958 habitantes y una densidad poblacional de 12,97 personas por km².

## Geografía
El municipio de Denver se encuentra ubicado en las coordenadas 40°33′41″N 98°26′52″O / 40.56139, -98.44778. Según la Oficina del Censo de los Estados Unidos, el municipio tiene una superficie total de 73.86 km², de la cual 73,54 km² corresponden a tierra firme y (0,43 %) 0,32 km² es agua.

## Demografía
Según el censo de 2010, había 958 personas residiendo en el municipio de Denver. La densidad de población era de 12,97 hab./km². De los 958 habitantes, el municipio de Denver estaba compuesto por el 97,91 % blancos, el 0,1 % eran amerindios, el 0,52 % eran asiáticos, el 0,52 % eran de otras razas y el 0,94 % eran de una mezcla de razas. Del total de la población el 1,36 % eran hispanos o latinos de cualquier raza.